# 神奈川県立大和西高等学校
神奈川県立大和西高等学校（かながわけんりつやまとにしこうとうがっこう）は、神奈川県大和市南林間に所在する公立の高等学校。略称は西高（にしこう）、やまにし。「グローバル教育研究推進校」に指定されており、過去には神奈川県教育委員会から「英語教育研究開発のスーパーハイスクール」に指定されていたことや、2006年度から2008年度は文部科学省の「SELHi」（セルハイ／Super English Language High School）指定校となっていたことがある。

## 設置学科
- 全日制の課程 普通科

## 概要
- 普通科の高校ではあるが、英語教育や国際理解教育を特色としている。SELHi指定以前から、English Campの実施や海外の学校との交流等が行われていた。
- 海外の姉妹校として「フレデリック・ダグラス高校」（アメリカ・メリーランド州）、「マクシミリアン・ギムナジウム」（ドイツ・ミュンヘン）、「ローズヒル・カレッジ」（ニュージーランド・オークランド）、(「光文高校」、韓国・光明市）などがある。
- 2007年度より、50分×6時間授業を導入している。過去に90分授業を導入した時期もあった。
- 2014年度より、3学期制に移行した。
- 現在は50分授業を導入している。

## 沿革
- 1985年9月1日 - 県央方面（大和市南林間）新設高校設立準備室を県教育庁管理部総務室内に開設。
- 1986年1月1日 - 神奈川県立大和西高等学校として設立告示。当校にて、開校準備事務開始。
- 1986年3月13日 - 校舎、体育館が完成。
- 1987年6月6日 - 校舎落成・校歌制定記念式典挙行。
- 2006年4月1日 - SELHi2006年度第5期指定校として、文部科学省からの指定を受ける。
- 2009年3月31日 - この日をもって、SELHi指定校としての期間が終了するが、SELHiの事業の大部分については現在も継続して行われている。
- 2010年4月1日 - 神奈川県教育委員会から、「国際教育推進校」として指定される。期間は2012年度まで。

## 部活動一覧
大和西高校の部活動は以下に示す12の文化部系部活動と13の運動部系部活動、そして2の同好会から成る

### 運動部系
- 弓道部
- サッカー部
- ダンス部・・・『夏の日本高校ダンス部選手権』全国大会において、2015年優秀賞、『春の日本高校ダンス部選手権』東日本大会において、2016年入賞を受賞している。
- バドミントン部
- 男子テニス部
- 女子テニス部
- 女子バスケットボール部
- 男子バスケットボール部
- ハンドボール部
- 女子バレーボール部
- 陸上部
- 野球部
- 卓球部

### 文化部系
- ESS部
- イラスト部
- 合唱部
- 国際協力部(WAO)
- 軽音楽部
- 自然科学部
- 写真部
- 茶華道部
- 吹奏楽部
- 美術部
- 文芸部
- 放送部
- クッキング同好会
- 演劇同好会
- 数学研究会

## 委員会
- 評議・HR委員会(2名）
- 風紀委員会(2名)
- 福祉委員会(2名)
- 体育委員会(男女各2名)
- 美化委員会(2名)
- 図書委員会(1名以上)
- 放送委員会
- 新聞委員会
- 文化祭実行委員会
- 体育祭実行委員会(2名)
- 国際交流委員会
- 保健委員会(2名)

## 交通
- 小田急江ノ島線南林間駅より徒歩約20分
- 小田急江ノ島線中央林間駅より徒歩約25分
- 小田急小田原線小田急相模原駅より徒歩約35分
- 大和市コミュニティバス“やまとんGO”A24・A10バス停より徒歩約3分

## 学校行事
以下は2013年度のもの
- 4月
始業式・入学式、新入生オリエンテーション、写真撮影、進路希望調査、模擬試験（3年）、B&Sプログラム（2年）、野外活動（1年）
- 5月
各種検診、個人面談、生徒総会、生徒会本部選挙、体育祭、PTA総会、保護者向け進路説明会、中間試験、選択科目説明会
- 6月
開校記念日、各種検診、衣替え、新体力テスト、身体計測、保護者選択科目説明会、フレデリックダグラス高校受け入れ
- 7月
期末試験、午前中授業、球技大会、三者面談(夏休み中)
- 8月
避難訓練、午前中授業
- 9月
萌黄祭
- 10月
衣替え、中間テスト、English　camp（1年）、修学旅行（台湾）（2年）、地域貢献デー(1・3年)、模擬テスト（1・2年）
- 11月
地域貢献デー(2年)、キャリア講演会(1・2年)、英語能力判定テスト(1・2年)
- 12月
期末テスト、公開授業、センター試験説明会(3年)
- 1月
卒業テスト(3年生)
- 2月
入学者選抜
- 3月
卒業式、期末テスト、球技大会（1年生・2年生全員）、フレデリックダグラス高校訪問

## 著名な出身者
- 大光寺圭 - ミュージシャン
- 晴山さおり - 歌手